# Саудијска Арабија на Светском првенству у атлетици на отвореном 2015.
Саудијска Арабија је учествовала на Светском првенству у атлетици на отвореном 2015. одржаном у Пекингу од 22. до 30. августа тринаести пут. Репрезентацију Саудијске Арабије представљала су 3 такмичара који су се такмичили у три дисциплине.,
На овом првенству такмичари Саудијске Арабије нису освојила ниједну медаљу али су обори један континентални, национални и лични рекорд. У табели успешности према броју и пласману такмичара који су учествовали у финалним такмичењима (првих 8 такмичара) Саудијска Арабија је са једним учесником у финалу делио 65 место са 1 бодом.
| Плас. | Земља             | 1. место | 2. место | 3. место | 4. место | 5. место | 6. место | 7. место | 8. место | Бр. финал. | Бод. |
| ----- | ----------------- | -------- | -------- | -------- | -------- | -------- | -------- | -------- | -------- | ---------- | ---- |
| =65   | Саудијска Арабија | 0        | 0        | 0        | 0        | 0        | 0        | 0        | 1        | 1          | 1    |

## Учесници
Мушкарци:
- Јусуф Ахмед Масрахи — 400 м
- Али Ал-Деран — 800 м
- Ахмед Фајез Ал-Досари — Скок удаљ

## Резултати

### Мушкарци
| Атлетичар             | Дисциплина | Лични рекорд | Квалификације         | Квалификације | Полуфинале | Полуфинале | Финале                | Финале       | Детаљи |
| Атлетичар             | Дисциплина | Лични рекорд | Резултат              | Место         | Резултат   | Место      | Резултат              | Место        | Детаљи |
| --------------------- | ---------- | ------------ | --------------------- | ------------- | ---------- | ---------- | --------------------- | ------------ | ------ |
| Јусуф Ахмед Масрахи   | 400 м      | 44,43 НР     | 43,93 КВ, АЗР, НР, ЛР | 1. у гр. 2    | 44,40 КВ   | 2. у гр. 2 | 1:46,57               | 8 / 45 (46)  |        |
| Али Ал-Деран          | 800 м      | 1:43,13      | 1:47,65 КВ            | 3. у гр. 1    | 1:48,71    | 6. у гр. 2 | Нису се квалификовали | 21 / 44 (45) |        |
| Ахмед Фајез Ал-Досари | Скок удаљ  | 8,12         | 7,63                  | 12. у гр А    |            |            | Нису се квалификовали | 25 / 28 (32) |        |